# 治承・寿永の乱を題材とした作品
ここでは治承・寿永の乱（源平合戦）を扱った演劇、文芸作品、映像作品その他について列挙する。

## 古典文芸・古典演劇

### 古典文芸
軍記物語
- 『平家物語』 - 鎌倉時代
- 『源平盛衰記』 - 鎌倉時代
- 『源平闘諍録』 - 鎌倉時代
- 『義経記』 - 南北朝時代～室町時代

### 古典演劇・古典芸能
能楽
- 『安宅』 - 室町時代
- 『船弁慶』（観世小次郎信光） - 室町時代
- 『橋弁慶』
- 『敦盛』（世阿弥） - 室町時代
- 『忠度』
- 『巴』 - 室町時代
- 『兼平』
- 『景清』
- 『俊寛』
- 『俊成忠度』
- 『大原御行』
- 『清経』
- 『経政』

幸若舞
- 『敦盛』 - 室町時代

人形浄瑠璃
- 『平家女護島』 - 享保4年（1719年）初演（大坂・竹本座）。
- 『義経千本桜』 - 延享4年11月（1747年12月）初演（大坂・竹本座）。
- 『一谷嫩軍記』 - 宝暦元年（1751年）初演（大坂・豊竹座）。
- 『勧進帳』 - 歌舞伎の『勧進帳』をもとに、明治28年（1895年）初演。

歌舞伎
- 『平家女護島』
- 『義経千本桜』 - 延享5年5月（1748年6月）初演（江戸・中村座）。ただし、これ以前に、同年の正月伊勢において上演されたともいう。
- 『一谷嫩軍記』 - 宝暦2年（1752年）上演。
- 『勧進帳』 - 天保11年（1840年）初演。歌舞伎十八番のひとつ。
- 『船弁慶』 - 明治18年（1885年）初演。能の同名の曲目に拠る松羽目物。

## 講談・演芸・素人歌舞伎
- 『安宅の勧進帳』 - 講談
- 『義太夫勧進帳』 - 石川県小松市の素人歌舞伎用作品
- 『船弁慶』 - 落語

## 小説

### 歴史小説
- 吉川英治『源頼朝』（1940年-1941年）
- 吉川英治『新・平家物語』（1950年-1957年）
  - 講談社<吉川英治歴史時代文庫>、1989年3月。ISBN 4061965476ほか
- 村上元三『源義経』（1952年-1955年）
- 富田常雄『武蔵坊弁慶』（1952年-1955年）
  - 講談社、1986年4月。ISBN 4061837931ほか
- 富田常雄『源平太平記』（1957年-1958年）
- 山岡荘八『源頼朝』（1957年-1960年）
- 永井路子『炎環』（1964年）
  - 文藝春秋<文春文庫>、1978年10月。ISBN 4167200031ほか
- 永井路子『絵巻』（1966年）
- 司馬遼太郎『義経』（1968年）
  - 文藝春秋<文春文庫>、2004年2月。ISBN 4167663112ほか
- 永井路子『北条政子』（1969年）
- 吉屋信子『女人平家』（1971年）
  - 角川書店<角川文庫>、1988年9月。ISBN 4041734010ほか
- 井上靖『後白河院』（1972年）
  - 新潮文庫 ISBN 4-10-106320-6
- 今東光『蒼き蝦夷の血』（1972年-1978年）
- 邦光史郎『源九郎義経』（1980年）
- 光瀬龍『平家物語』（1983年-1988年、角川書店）
- 永井路子『波のかたみ 清盛の妻』（1984年）
  - 中央公論社<中公文庫>、1989年2月。ISBN 4122015855
- 咲村観『源頼朝』（1986年）
- 高橋克彦『炎立つ』（1992年-1994年）
- 堀和久『もののふの大地』（1992年）
- 森村誠一『平家物語』（1994年-1996年）
- 遠藤寛子『源平合戦物語』（1995年）
  - 講談社<青い鳥文庫>、1995年11月。ISBN 406148429X
- 堀和久『蒲桜爛漫』（1999年）
- 山田智彦『木曽義仲』（1999年）
- 三田誠広『清盛』（2000年）
- 宮尾登美子『宮尾本 平家物語』（2001年-2004年）
  - 朝日新聞社、2001年5月。ISBN 402257626Xほか
- 三田誠広『夢将軍頼朝』（2002年）
- 池宮彰一郎『平家』（2002年-2003年）
- 宮尾登美子『義経』（2004年）
  - 新潮社<新潮文庫>、2007年4月。ISBN 410129318X
- 安部龍太郎『天馬、翔ける』（2004年）
- 小川由秋『木曽義仲』（2004年）
- 服部真澄『海国記』（2005年）
- 安部龍太郎『浄土の帝』（2005年）
- 篠綾子『義経と郷姫』（2005年）
- 高橋直樹『小説 平清盛』（2011年）
- 伊東潤『修羅の都』（2018年）
- 高橋直樹『北条義時 我、鎌倉にて天運を待つ』（2021年）

### 伝奇・SF小説
- 小泉八雲『耳なし芳一』（「怪談」所収）
  - 小泉八雲著、平川祐弘編集『怪談・奇談』講談社<講談社学術文庫>、1990年6月。ISBN 406158930X
- 夢枕獏『黒塚 KUROZUKA』
  - 集英社<集英社文庫>、2003年2月。ISBN 4087475417

### 小説家による古典の現代訳
- 吉村昭『吉村昭の平家物語』1992年
  - 講談社<講談社文庫>、2008年3月。ISBN 4062760088
- 橋本治『双調 平家物語』1998年-2007年
  - 中央公論社、1998年10月。ISBN 4124901216ほか

## 戯曲
- 山崎正和『野望と夏草』（1970年）
  - 山崎正和『野望と夏草』河出書房新社、1970年。
- 木下順二『子午線の祀り』（1978年）
  - 木下順二『子午線の祀り』河出書房新社<河出文庫>、1990年3月。ISBN 4309402712
- 清水邦夫『わが魂は輝く水なり 源平北越流誌』（1980年）
  - 清水邦夫『清水邦夫全仕事 1958~1980』河出書房新社、1992年6月。ISBN 430926168X
- キノトール（木下徹）『平家物語』

## 絵本
- （文）木下順二、（絵）瀬川康男『絵巻平家物語』ほるぷ出版、1987年-89年。ISBN 4593542049ほか
- 安野光雅『繪本 平家物語』講談社、1996年2月。ISBN 4062079747
- （文）日野十成、絵斉藤隆夫『かえるの平家ものがたり』福音館書店、2002年11月。ISBN 4834018547
  - 平家はカエル、源氏はネコとして表現されている

## 漫画
- 手塚治虫『火の鳥 乱世編』（1978年-1980年）
- 野口賢『黒塚 KUROZUKA』（1991年）
- 横山光輝『平家物語』中央公論新社<マンガ日本の古典>（1994-1996年）
  - 中公文庫版：（上）2000年1月。ISBN 4122035791 / （中）2000年2月。ISBN 4122036054 / （下）2000年7月。ISBN 4122036887
- 竹宮惠子『吾妻鏡』中央公論新社<マンガ日本の古典>（1994-1996年）
  - 中公文庫版：（上）2000年5月。ISBN 4122036569 / （中）2000年6月。ISBN 4122036739 / （下）2000年7月。ISBN 4122036224
- 北崎拓『ますらお 秘本義経記』シリーズ（1994年-1996年、2013年-）
- 上田倫子『リョウ』（1995年-1999年）
- 川原正敏『陸奥圓明流外伝 修羅の刻』源義経編（1997年）
- 別天荒人『源平伝NEO』（1998年 - 2001年）
- 沢田ひろふみ『遮那王義経』（2004年-2015年）
- かわぐちかいじ『ジパング 深蒼海流』（2012年-2017年）

## ミュージカル
- わらび座『義経 平泉の夢』（2006年-2007年）
  - 作:齋藤雅文、音楽:甲斐正人、主演:戎本みろ（源義経）
- 劇団め組『義経×2』（2007年）
  - 作:合馬百香

## 映画
- 『静御前』新興キネマ、1938年。
  - 監督：野淵昶、主演：山田五十鈴（静御前）
- 『続源義経』1956年。
  - 監督：萩原遼、主演：中村錦之助（源義経）
- 『新・平家物語 義仲をめぐる三人の女』大映、1956年。
  - 監督：衣笠貞之助、主演：長谷川一夫（源義仲）
- 『新・平家物語 静と義経』大映、1956年。
  - 監督：島耕二、主演：淡島千景（静御前）
- 『富士に立つ若武者』東映、1961年。
  - 監督：沢島忠、演：大川橋蔵（源頼朝）
- 『源九郎義経』東映、1962年。
  - 監督：松田定次、主演：北大路欣也（源義経）
- 『壇の浦夜枕合戦記』日活、1977年。
  - 監督：神代辰巳、主演：渡辺とく子（建礼門院）

## テレビドラマ
- 『源義経』NET、1959年。主演：北大路欣也→南郷京之助（源義経）
- 『弁慶』日本テレビ、1965年。主演：太田博之→大山克巳（武蔵坊弁慶）
- 『源義経』NHK大河ドラマ、1966年。主演：尾上菊之助（源義経）
- 『北条政子』NET、1970年。主演：佐久間良子（北条政子）
- 『女人平家』朝日放送、1971年-72年。主演：吉永小百合（平佑子）
- 『新・平家物語』NHK大河ドラマ、1972年。主演：仲代達矢（平清盛）
- 『草燃える』NHK大河ドラマ、1979年。主演：石坂浩二（源頼朝）・岩下志麻（北条政子）
- 『雪の華 〜建礼門院徳子の生涯〜』TBS、1982年。主演：浅丘ルリ子（建礼門院）
- 『武蔵坊弁慶』NHK新大型時代劇、1986年。主演：中村吉右衛門（武蔵坊弁慶）
- 『源義経』TBS大型時代劇スペシャル、1990年。主演：東山紀之（源義経）
- 『源義経』日本テレビ年末時代劇スペシャル、1991年。主演：野村宏伸（源義経）
- 『炎立つ 第三部　黄金楽土』NHK大河ドラマ、1993年-94年。主演：渡辺謙（藤原泰衡）
- 『弁慶』テレビ大阪、2004年。主演：金子昇（武蔵坊弁慶）
- 『義経』NHK大河ドラマ、2005年。主演：滝沢秀明（源義経）
- 『平清盛』NHK大河ドラマ、2012年。主演：松山ケンイチ（平清盛）
- 『鎌倉殿の13人』NHK大河ドラマ、2022年。主演：小栗旬（北条義時）

## テレビ人形劇
- 『人形歴史スペクタクル 平家物語』 1993年-1995年
  - 原作：吉川英治、脚本：小川英ほか、人形美術：川本喜八郎、声の出演：風間杜夫・石橋蓮司・森本レオほか

## ボードゲーム
- 源平合戦（バンダイifシリーズ）
- 決戦壇の浦（エポック社EWEシリーズ）
- 草燃える（旧ゲームジャーナル57号）
- 源平盛衰記〜血戦源義径〜（2005年、ゲームジャーナル14号）
- 義経（2006年、ゲームジャーナル21号）
- 源平合戦 〜寿永の乱〜（2011年、ウォーゲーム日本史第10号）
- 諸行無常-壇ノ浦の戦い-（ルーデンス・ファベル）
- 吾妻鏡〜源頼朝坂東制圧戦〜（2021年、ゲームジャーナル79号）
- 義経戦記：源平奥州六大合戦（2022年、ゲームジャーナル85号）

## コンピュータゲーム
- 『源平討魔伝』（1986年、ナムコのアーケードゲーム）
- 『蒼き狼と白き牝鹿・元朝秘史』（1992年発売、光栄のシミュレーションゲーム。メガCD版（1993年）及びPS版（1998年）に日本編シナリオ「源平の争乱」が追加）
- 『源平合戦』（1994年発売、光栄のシミュレーションゲーム）
- 『遙かなる時空の中で3』（2004年発売、光栄の恋愛ゲーム）
- 『義経紀』（2005年発売、バンプレストのアクションゲーム）
- 『義経英雄伝』（2005年発売、フロム・ソフトウェアのアクションゲーム）
- 『義経英雄伝修羅』（2005年発売、フロム・ソフトウェアのアクションゲーム）
- 『源平争乱〜将軍への道〜』（2011年発売、Si-phonのシミュレーションゲーム）

## カードゲーム
- 源平闘札 （2014年、OKAZU brand）